# Liriomyza penella
Liriomyza penella är en tvåvingeart som beskrevs av Spencer 1982. Liriomyza penella ingår i släktet Liriomyza och familjen minerarflugor. Inga underarter finns listade i Catalogue of Life.